# Ectyphus capillatus
Ectyphus capillatus är en tvåvingeart som beskrevs av Hesse 1969. Ectyphus capillatus ingår i släktet Ectyphus och familjen Mydidae. Inga underarter finns listade i Catalogue of Life.